# Olivares de Júcar
Olivares de Júcar – gmina w Hiszpanii, w prowincji Cuenca, w Kastylii-La Mancha, o powierzchni 50 km². W 2011 roku gmina liczyła 391 mieszkańców.